# Formozus
Formozus (łac. Formosus, ur. ok. 815 w Rzymie, zm. 4 kwietnia 896 tamże) – papież w okresie od 6 października 891 do 4 kwietnia 896.

## Życiorys
W latach 60. IX wieku został wysłany przez papieża Mikołaja I do Bułgarii, przywożąc wytyczne (Responsa ad consulta Bulgalorum) mające pomóc w organizacji życia religijno-moralnego. Misja ta zakończyła się niepowodzeniem, gdyż Rzym zbytnio zwlekał z utworzeniem odrębnej archidiecezji dla Bułgarii i akceptacji królewskich kandydatów, skutkiem czego Bułgarzy na Soborze Konstantynopolitańskim IV zwrócili się o włączenie ich ziem do patriarchatu Konstantynopolitańskiego. Jednak jego działania skłoniły króla Borysa I, by zwrócił się do papieży Mikołaja I i Hadriana II, by mianowali Formozusa metropolitą Bułgarii. Obaj jednak odmówili, a Formozus był wówczas legatem papieskim we Francji i w Niemczech.
Był kardynałem biskupem Porto, lecz w 876 na synodzie w kościele Sancta Maria ad Martyres, zwołanym przeciwko przeciwnikom papieża Jana VIII, oskarżono go o zdradę, ekskomunikowano i zmuszono do banicji. Gdy przyznał się do winy i obiecał pozostać na wygnaniu, Jan VIII przywrócił go do stanu świeckiego. Dopiero za pontyfikatu następcy Jana VIII, Marynusa I, powrócił na swoją stolicę biskupią. Został wybrany biskupem Rzymu w 891 roku, gdy miastem wstrząsały walki o władzę między różnymi stronnictwami. Formozus starał się prowadzić politykę ugodową wobec zwaśnionych stron.

### Pontyfikat

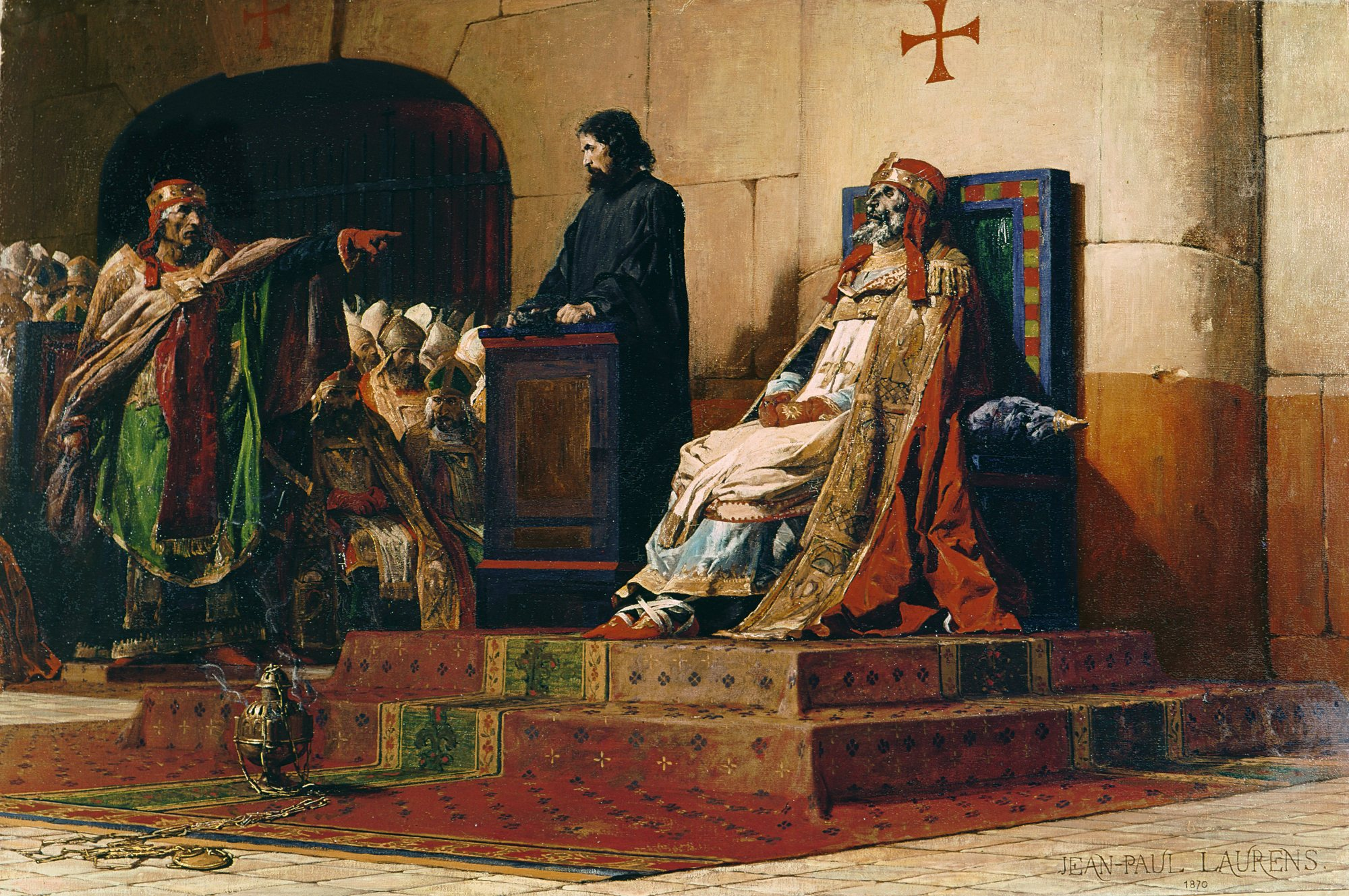
Jean-Paul Laurens, Papież Formozus i Stefan VI, 1870

W walkach o koronę cesarską między Arnulfem z Karyntii a Lambertem II początkowo był zmuszony popierać tego drugiego, koronując go wraz z ojcem, Gwido III ze Spoleto, w Rawennie w 892 roku. Rok później zwrócił się jednak do Arnulfa z prośbą o interwencję. Po zwycięskiej kampanii, w której Arnulf wkroczył i podbił Rzym w 896 roku, Formozus koronował Arnulfa w lutym 896 roku w bazylice św. Piotra. Jednak plan papieża, mający na celu likwidację władzy księstwa Spoleto, nie mógł dojść do skutku, ponieważ Arnulf został sparaliżowany i musiał się wycofać do Niemiec, natomiast Formozus wkrótce potem zmarł.

### Po śmierci
Gdy Formozus zmarł, wrogi mu Stefan VI, zostawszy wkrótce potem papieżem, wytoczył mu w styczniu 897 proces, który przeszedł do historii pod nazwą „trupiego synodu”. Zmarły papież został oskarżony o apostazję i skazany na śmierć – w procesie uczestniczyły zwłoki Formozusa, ubrane w papieskie szaty pontyfikalne, które po zakończeniu sądu zbezczeszczono, odcięto mu trzy palce prawej ręki – którymi przysięgał, błogosławił i namaszczał – a następnie wrzucono go do Tybru. Kiedy w sierpniu 897 Stefan VI zmarł, szczątki Formozusa wyłowiono i pochowano uroczyście w bazylice na Lateranie.